# Крог, Мортен
Мортен Крог (дат. Morten Krogh; род. 19 марта 1988) — датский футбольный судья. Судья ФИФА с 2019 года.

## Карьера
С сезона 2016/17 года Мортен Крог судит матчи в Суперлиги Дании. Его первой игрой в высшем датском дивизионе стала встреча между «Виборгом» и «Эсбьергом» в июле 2016 года. В 2021 году ему было доверено право работать главным арбитром финального матча Кубка Дании по футболу, в котором «Раннерс» смог выиграть со счетом 4:0 у «Сённерйюска». В результате соглашения об обмене между Датской и Кипрской футбольными ассоциациями Крог также работал судьей на матчах первого кипрского футбольного дивизиона.
В начале 2019 года Мортен был включен в список арбитров ФИФА, что дало ему право обслуживать матчи международного уровня. Его первой игрой стал отборочный матч чемпионата Европы между командами Бельгии и Боснии и Герцеговины в возрастной категории до 17 лет. В июне 2022 года он дебютировал в качестве главного арбитра игр первых сборных в матче Лиги наций УЕФА между Грузией и Гибралтаром (окончательный счет 4:0). Летом 2022 года он также судил матчи чемпионата Европы среди юношей до 19 лет в Словакии. Был вызван на чемпионат Европы 2023 года в возрастной категории до 21 года.
С сезона 2023/24 года входит в группу судей первой категории УЕФА. В октябре 2023 года дебютировал на групповом этапе Лиги чемпионов в матче между швейцарским Янг Бойзом и Манчестером Сити (1:3).